# Thiolyse
La thiolyse est une réaction chimique conduisant au clivage d'une liaison chimique par un thiol pour former une liaison thioester. Cette réaction est observée notamment à l'étape finale de la β-oxydation lors du clivage de la β-cétoacyl-CoA par l'acétyl-CoA C-acyltransférase, ou β-cétothiolase, afin de libérer l'acétyl-CoA devant être oxydée par le cycle de Krebs :
β-cétoacyl-CoA + coenzyme A → acyl-CoA + acétyl-CoA.